# Xenia Alexandrovna de Russie
Xenia Alexandrovna de Russie (en russe : Ксения Александровна Романова), née le 6 avril 1875 à Saint-Pétersbourg, morte le 20 avril 1960 à Londres, est une grande-duchesse de Russie. Fille du tsar Alexandre III et de la princesse Dagmar de Danemark, elle est une des deux sœurs du tsar Nicolas II.

## Famille

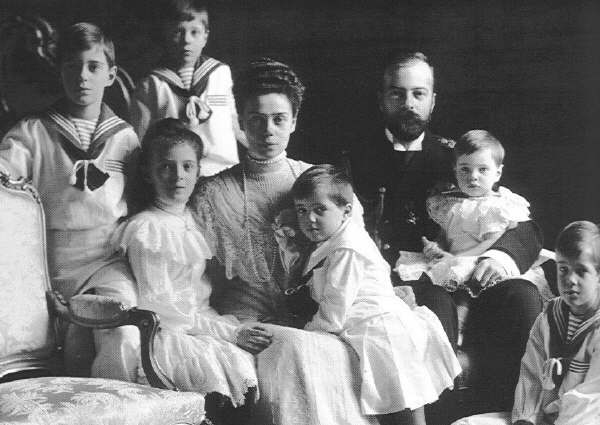
La grande-duchesse Xenia Alexandrovna de Russie entourée de son époux et de ses enfants.

Le 6 août 1894, Xenia Alexandrovna de Russie épouse son cousin le grand-duc Alexandre Mikhaïlovitch de Russie dit « Sandro » (1866-1933), fils du grand-duc Mikhaïl Nikolaïevitch de Russie et de la princesse Cécile de Bade.
Sept enfants sont nés de cette union :
- Irina (1895-1970), épouse en 1915 le prince Félix Ioussoupov ;
- Andreï (1897-1981), il épouse morganatiquement en 1918 Elisabetta Ruffo-Sasso (1886-tuée en 1940), fille de Fabrizio Ruffo, duc Sasso ; ils ont trois enfants. Veuf, en 1942, il épouse morganatiquement Nadine Mac Dougall (1908-2000), fille d'Herbert Mac Dougall ;
- Fiodor (1898-1968), épouse en 1923 sa cousine Irina Pavlovna Paley, avec qui il a un fils, le couple divorce en 1936 ;
- Nikita (1900-1974), épouse morganatiquement en 1922 la comtesse Maria Vorontsova-Dachkova (1903-1997) ; ils ont deux fils, postérité éteinte ;
- Dimitri (1901-1980), en 1931, il épouse morganatiquement Olga Golenistchev-Koutouzov (1903-1969), fille du comte Serge Golenistchev-Koutouzov ; divorcés en 1947, ils ont un enfant. En 1954, il épouse morganatiquement Sheila Chrisholm (1898-1969), fille de Harry Chrisholm ;
- Rostislav (1902-1978), il épouse morganatiquement en 1928 la princesse Alexandra Galitzine (1905-2006) ; divorcés en 1944, ils ont un enfant. Il épouse morganatiquement Alice Eilken (1923-1996) ; divorcés en 1952, ils ont un enfant. En 1954, il épousa morganatiquement Hedwige von Chappuis (1905-1997), fille de Karl von Chappuis ;
- Vassili (1907-1989), il épouse morganatiquement en 1931 Nathalie Galitzine (1907-1989), fille d'Alexandre Galitzine ; ils ont un enfant.

## Biographie

### Enfance et éducation

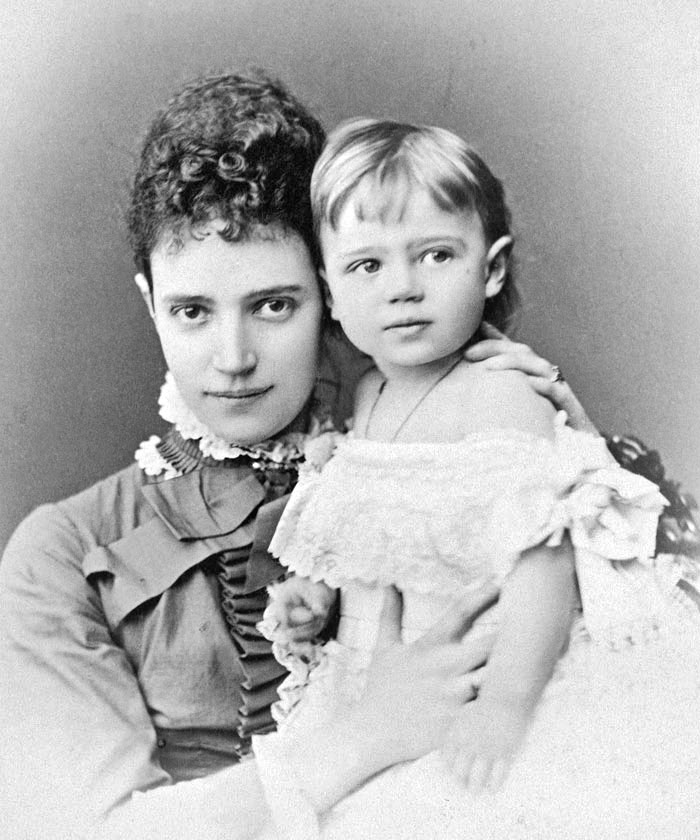
Xenia et sa mère en 1878.

Xenia Alexandrovna de Russie naît le 6 avril 1875 au palais Anitchkov à Saint-Pétersbourg. Elle est baptisée le 17 avril 1875, jour anniversaire de son grand-père le tsar Alexandre II de Russie, dans la chapelle du palais d'Hiver de Saint-Pétersbourg. Elle est la sœur cadette de Nicolas II de Russie, d'Alexandre Alexandrovitch de Russie et de Georges Alexandrovitch de Russie et la sœur aînée de Michel Alexandrovitch de Russie et d'Olga Alexandrovna de Russie.
Le 17 février 1880, des nihilistes parviennent à accéder au Palais d'Hiver, et jettent une bombe dans la salle à manger qui explose et cause de considérables dommages. La famille impériale doit la vie à un retard pris pour le dîner. Cet attentat frappe le peuple russe d'indignation. L'auteur de cet attentat, Ivan Khaltourine prend la fuite. Le tsarévitch Alexandre envoie ses enfants au palais Elaguine, qui se situe en dehors du centre-ville.

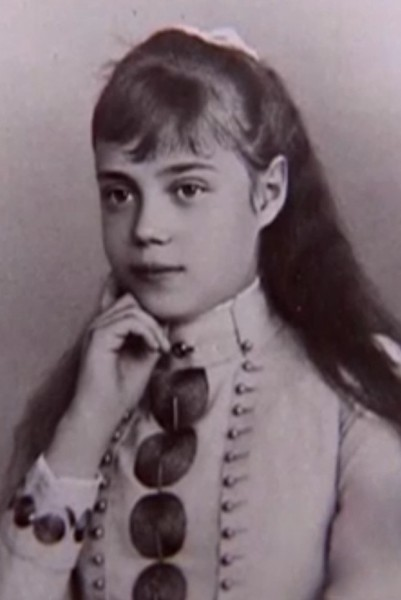
Xenia Alexandrovna en 1888.

Le 13 mars 1881, le tsar Alexandre II de Russie meurt dans un attentat. La grande duchesse Xenia Alexandrovna, alors âgée de six ans assiste avec sa famille au décès de son grand-père assassiné par Ignace Grinevistsky. Dès son accession au trône impérial, Alexandre III éloigne sa famille de Saint-Pétersbourg devenue dangereuse pour la sécurité de la famille impériale. Il s'installe avec son épouse et ses enfants au palais de Gatchina au sud-ouest de Saint-Pétersbourg. Ce château, construit par le tsar Paul Ier, est vaste, flanqué de tours et ceint de remparts et de hauts murs. La famille impériale vit dans une aile du château en sécurité mais coupée du monde. Xenia et ses frères et sœurs y vivent une enfance relativement simple : ils dorment dans des lits de camp, se réveillent à 6 heures du matin et prennent des bains froids tous les matins. Leurs chambres sont meublées simplement, bien que confortables. Enfant, elle est une petite fille très timide.
Comme ses frères et sœurs, Xenia Alexandrovna reçoit une bonne éducation. Ses enseignants mettent l'accent sur l'étude des langues étrangères. Elle apprend en plus du russe le français et l'allemand, mais aussi l'anglais. Le couple impérial se soucie également d'aménager les temps libres de leurs enfants. La grande-duchesse apprend ainsi la cuisine et la menuiserie. Elle possède aussi un théâtre de marionnettes, dont elle confectionne elle-même les vêtements. La jeune grande-duchesse partage les jeux de sa fratrie, dont l'équitation et la pêche à la mouche dans la rivière voisine du château, la Moya. Elle apprécie le dessin, pour lequel elle a un talent particulier, la gymnastique, la danse et le piano. Elle est également une petite fille pieuse.

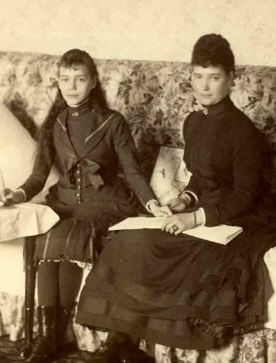
Xenia Alexandrovna et sa mère vers 1890.

Le 27 mai 1883, elle assiste au couronnement de ses parents dans la cathédrale de la Dormition de Moscou, dans l'enceinte du Kremlin.
La même année, la grande-duchesse accompagne ses parents à Copenhague, patrie de sa famille maternelle, pour la consécration d'une église orthodoxe russe à Bredgade. Xenia Alexandrovna, comme le reste de la famille impériale, apprécie les vacances familiales au Danemark. Les réunions de famille au palais de Fredensborg sont animées et agréables. Souvent, la grande-duchesse se joint à ses cousins pour faire du patin à roulettes dans la grande salle Cupola. C'est au cours de l'un de ces séjours que la grande-duchesse rencontre sa cousine et amie Marie de Grèce, fille de Georges Ier de Grèce et d'Olga Constantinovna de Russie. Alexandre III achète en 1885 une maison située près du palais de Fredensborg. La jeune grande-duchesse est très appréciée au Danemark, ainsi le compositeur danois Vlademar Vater lui rend hommage en composant la « polka mazurka de Xenia ». En dehors des vacances au Danemark, la famille impériale aime s'évader à bord de son bateau dans l'archipel finlandais. En 1889, le gouvernement finlandais fait construire pour le tsar un pavillon près du rapide du Langinkoski. Dans ce lieu, le tsar Alexandre III pêche le saumon.

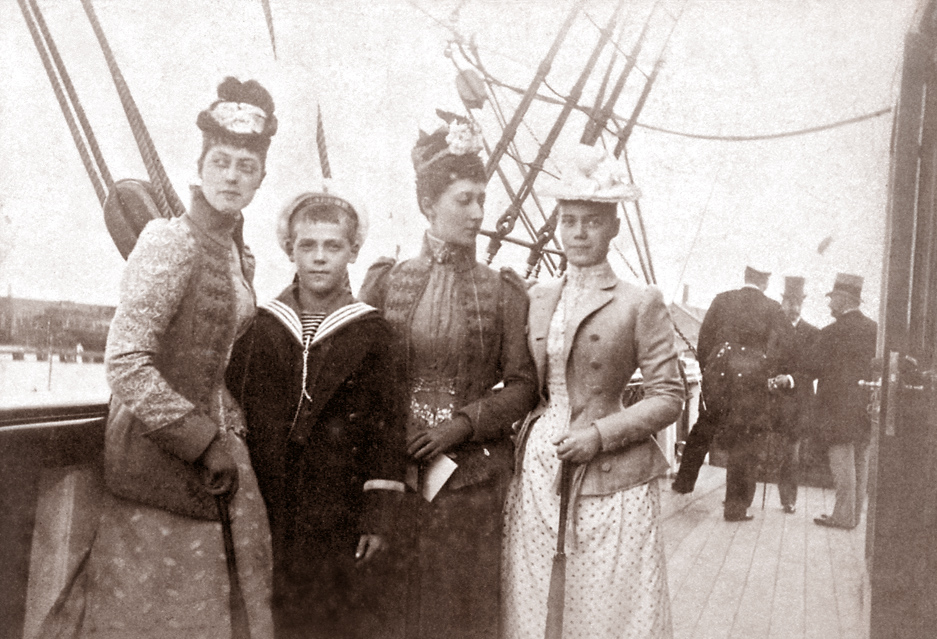
Xenia avec son frère Michel Alexandrovitch et ses cousines Victoria et Louise du Royaume-Uni vers 1893.

En 1884, à l'occasion du mariage d'Élisabeth de Hesse-Darmstadt et du grand-duc Serge Alexandrovitch de Russie, Louis IV de Hesse vient au palais de Peterhof avec sa famille. C'est la première rencontre de Xenia Alexandrovna, alors âgée de neuf ans, avec sa future belle-sœur Alix de Hesse-Darmstadt qui en a douze. Elles jouent ensemble. En 1888, la grande-duchesse et Alix commencent à s'écrire. Xenia Alexandrovna de Russie est Poulet, Alix est Vieille Poule.
Xenia Alexandrovna et sa famille vivent dans la crainte des attentats terroristes révolutionnaires. En 1887, alors qu'il est sur le point de prendre le train privé impérial pour Saint-Pétersbourg afin de se rendre à Gatchina, le tsar est informé de la présence en ville d'étudiants transportant des bombes contenues dans des livres. Ceux-ci ont l'intention de les lancer sur la famille impériale. L'un des cinq étudiants révolutionnaires arrêtés et pendus se nomme Alexandre Illitch Oulianov, frère aîné de Lénine. En octobre 1888, la famille impériale se rend dans la région du Caucase, quand brusquement le train déraille dans l'accident de train de Borki. La grande-duchesse est la première à sortir de l'épave. Le tsar, connu pour sa force herculéenne, réussit à maintenir le toit du wagon suffisamment élevé pour permettre à sa famille de ramper vers l'extérieur.

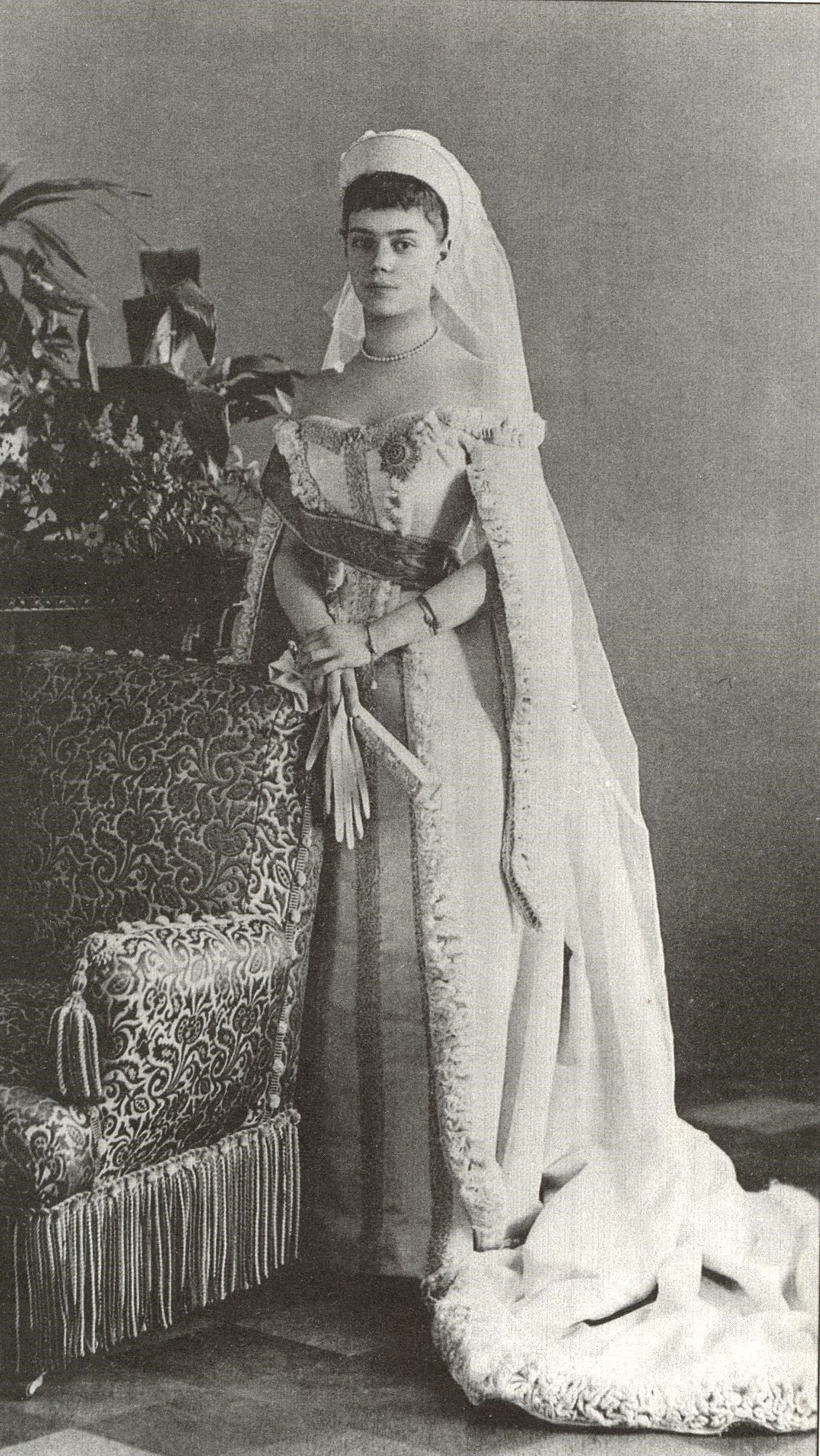
La grande-duchesse Xenia Alexandrovna de Russie en robe de cour.

La grande-duchesse Xenia est une femme de petite taille et fluette, avec un visage aux traits fins encadré de cheveux noirs, et de grands yeux noirs. Elle est réputée être d'une grande douceur et d'une extrême gentillesse.

### Mariage

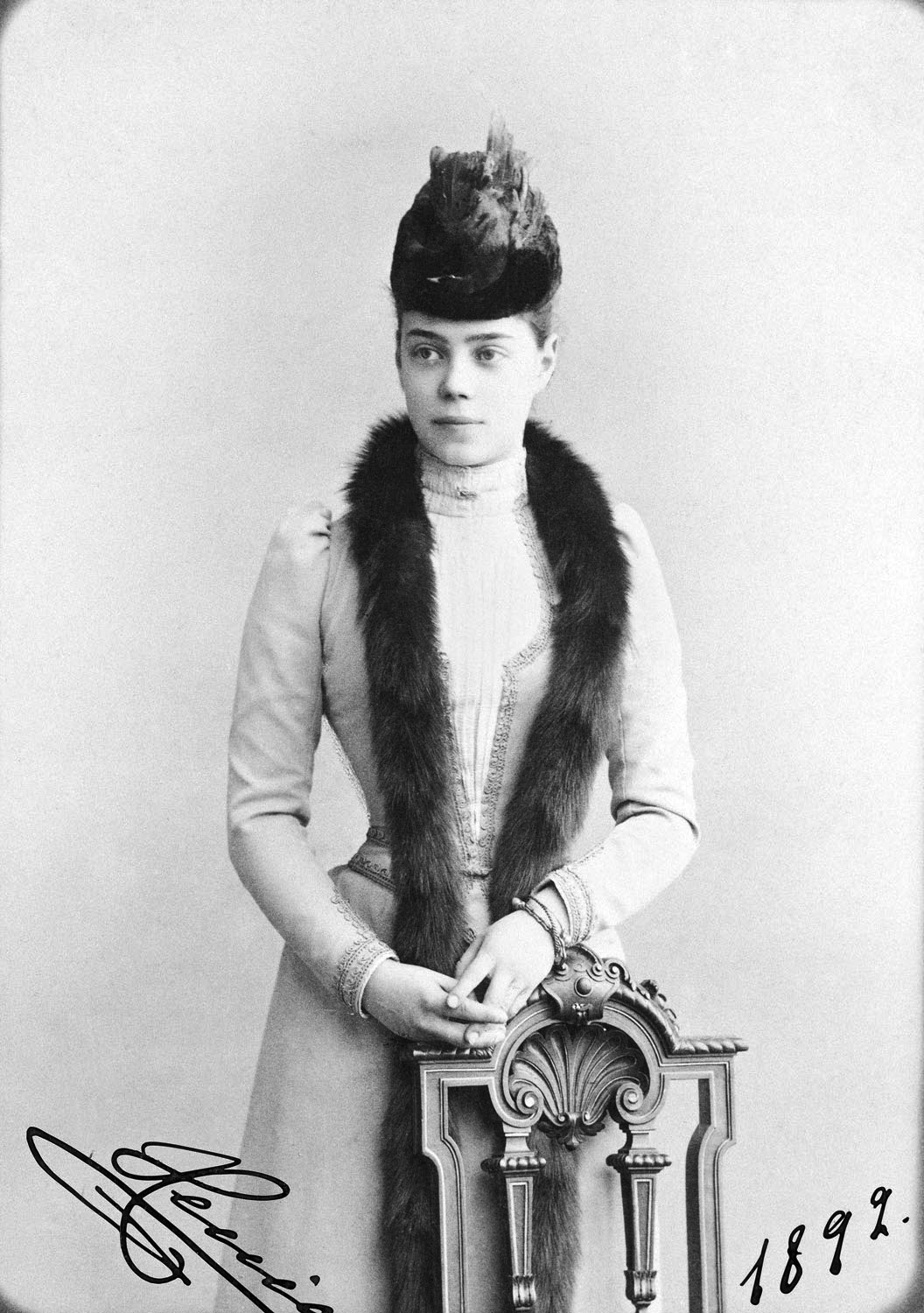
La grande-duchesse Xenia Alexandrovna en 1892.

Xenia Alexandrovna de Russie et son cousin, le grand-duc Alexandre Mikhaïlovitch de Russie, dit Sandro, jouent ensemble dans les années 1880 et commencent à créer des liens d'amitié. La grande-duchesse âgée de neuf ans s'éprend du grand-duc Alexandre qui en a dix-huit. Sandro est un ami de son frère, le tsarévitch Nicolas. En 1886, âgé de vingt ans, Alexandre Mikhaïlovitch de Russie sert dans la marine impériale russe. La grande-duchesse alors âgée de onze ans envoie à son cousin Sandro une carte au Brésil, pays où le navire du grand-duc a fait escale : « Meilleurs vœux et retour rapide, votre marin, Xenia ». En 1889, Alexandre Mikhaïlovitch de Russie écrit de la grande-duchesse : « Elle a quatorze ans, je crois qu'elle m'aime ».
Xenia et Alexandre désirent se marier depuis la quinzième année de la grande-duchesse. Jugeant la grande-duchesse trop jeune, le couple impérial n'est pas décidé à marier leur fille. En outre, ils n'ont pas confiance dans le caractère de leur neveu. La tsarine se plaint en effet de « l'arrogance et la grossièreté de Sandro ». Le 12 janvier 1894, le grand-duc Michel Nikolaïevitch intervient auprès de l'empereur, afin d'obtenir la main de Xenia. Le mariage est célébré le 6 août 1894 au palais de Peterhof. La sœur cadette de Xenia, Olga, écrit à propos de la cérémonie : « L'empereur était si heureux. C'était la dernière fois que je le voyais comme ça. ». Le couple passe sa nuit de noces au palais de Ropcha et sa lune de miel à Ai-Todor, le domaine d'Alexandre en Crimée. Au cours de leur voyage de noces, le tsar tombe malade. Il meurt le 11 novembre 1894. Son frère aîné succède à son père ; il devient tsar sous le nom de Nicolas II de Russie. Peu après, il épouse la princesse Alix de Hesse-Darmstadt.
Le couple a six enfants en huit ans de mariage. Après une fille suivent cinq garçons alors que la tsarine ne donne que des filles à la couronne. L'attrait romantique entre Xenia et Alexandre ne dure pas. Au cours de l'année 1907, la grande-duchesse est enceinte de son dernier fils Vassili tandis qu'à Biarritz, Sandro noue une liaison avec une femme nommée Maria Ivanovna. En 1908, la grande-duchesse a une liaison avec un anglais du nom de Fane. Ils correspondent jusqu'au début de la Première Guerre mondiale. Xenia Alexandrovna de Russie et son époux constatent le naufrage de leur mariage. Bien qu'ils éprouvent toujours des sentiments l'un pour l'autre, le couple fait chambre à part. Alexandre Mikhaïlovitch est déçu par le déroulement des événements en Russie et la vie à la cour impériale, bien avant la révolution. Le grand-duc et son épouse passent beaucoup de temps à l'étranger et rentrent en Russie avant que débute la Première Guerre mondiale. Après la révolution d'Octobre, ils se séparent mais parviennent à fuir la Russie.

### Relations familiales

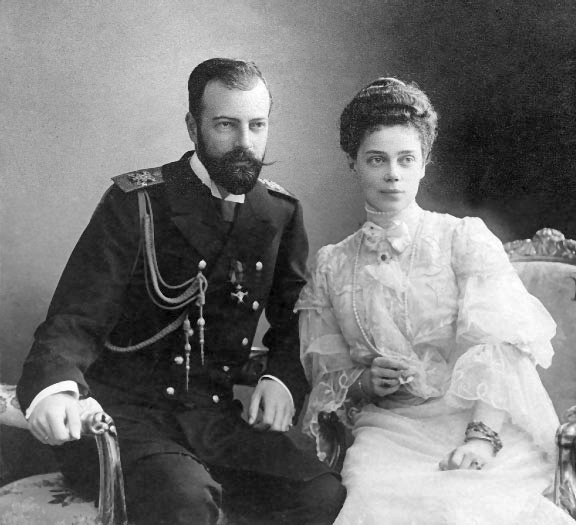
Xenia et son époux dans les années 1890.

Xenia Alexandrovna a des relations étroites avec son frère et son épouse avant leur mariage. En 1894, Nicolas II et Alexandra emménagent au palais d'Hiver et la grande-duchesse et son époux passent leurs soirées dans le nouveau salon de billard en compagnie du couple impérial La tsarine vit en effet isolée au sein de la famille impériale.
Avec les années, l'hostilité grandit entre Xenia et l'impératrice Alexandra. La grande-duchesse donne naissance à des fils en bonne santé, alors qu'Alexandra, en revanche, a quatre filles, mais pas de prince héritier. Le 12 août 1904 l'héritier tant attendu, Alexis, naît, mais pour ses parents, la joie se transforme très vite en inquiétude, car en septembre 1904, le couple impérial est informé de la terrible maladie dont souffre le tsarévitch, l'hémophilie, une maladie héréditaire transmise par les femmes et déjà présente dans la famille maternelle de l'impératrice. La tsarine en conçoit un profond sentiment de culpabilité et une angoisse d'autant plus forte que la maladie de l'enfant doit rester secrète. Le fils malade d'Alexandra et les fils vigoureux de Xenia sont, donc entre la grande-duchesse et l'impératrice, une source constante d'antagonisme. Pendant quelques années, la grande-duchesse ignore l'état de santé du petit Alexis Nikolaïevitch. Ce n'est qu'en 1912 que Xenia apprend de sa sœur qu'Alexandra a admis la maladie de son fils. En outre, la naissance du tsarévitch donne à Alexandra un ascendant presque total sur son époux.
En essayant de trouver un remède à la maladie de son fils, Alexandra tombe sous l'emprise de Raspoutine. Comme toute sa famille, Xenia est très sceptique quant au « starets » et les relations familiales se tendent. Xenia reste proche de son frère, qui lui rend souvent visite lorsqu'il est en Crimée, avec ses nièces, Olga et Tatiana ; sa belle-sœur ne vient que rarement.
Xenia est dévouée à ses deux autres frères, les grands-ducs Georges Alexandrovitch et Michel Alexandrovitch. La mort en 1899 de Georges des suites de la tuberculose est un traumatisme. Le grand-duc Michel se marie quant à lui sans la permission du tsar avec Natasha Sergueïevna Cheremetievskaïa. Le couple est exilé en guise de punition. Xenia est prête à ignorer cela, car ses propres problèmes conjugaux l'ont rendue plus compréhensive et elle reçoit Michel et Natalia en 1913 à Cannes. Xenia essaye de plaider la cause de Michel auprès du tsar, qui lui répond que leur frère peut revenir en Russie à tout moment, mais sans Natalia. Xenia aide aussi à rétablir les relations entre Michel et leur mère.
En 1913, Irina, la fille de Xenia et Alexandre, exprime son intention d'épouser le prince Félix Ioussoupov, héritier de la plus grande fortune privée de Russie. Félix a décidé qu'Irina ferait l'épouse parfaite. Xenia n'est pas enthousiaste à l'idée d'approuver un tel mariage, car Félix a une réputation douteuse. La rumeur dit en effet qu'il aurait eu une liaison avec le grand-duc Dimitri Pavlovitch de Russie. L'impératrice douairière a elle aussi entendu les commérages et convoque Félix, mais elle est conquise par son charme. Elle l'assure de son soutien : « Ne vous inquiétez pas, je ferai tout ce que je peux pour votre bonheur ». Le mariage a donc lieu le 9 février 1914 en présence du tsar, qui conduit la mariée à l'autel, suivi d'Alexandre, de Xenia et de sa mère. Le mariage a lieu dans l'un des palais secondaire de la famille impériale en raison d'une dispute entre Xenia et la tsarine Alexandra.

### Activités charitables

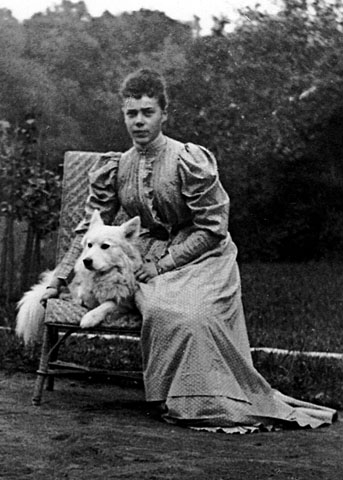
La grande-duchesse Xenia Alexandrovna de Russie.

Xenia contribue fortement aux œuvres caritatives. Elle est ainsi membre de l'Association patriotique des femmes. À partir de 1903, Xenia est la patronne de la crèche de Saint-Pétersbourg, qui s'occupe des enfants pauvres de la classe ouvrière pendant que leurs parents travaillent. Elle s'intéresse particulièrement aux hôpitaux pour patients tuberculeux en Crimée, peut-être influencée par la mort de son frère Georges, atteint de cette maladie.
Elle est également la marraine de l'association qui s'occupe des veuves et des enfants du personnel naval. Xenia fonde aussi l'Association Xenia pour le bien-être des enfants des travailleurs et des aviateurs. En outre, elle est la marraine de l'Institut Kseniinsky, un internat de Saint-Pétersbourg pouvant accueillir 350 étudiants.

### Première Guerre mondiale et révolution
Le déclenchement de la guerre prend Xenia et sa mère au dépourvu : la grande-duchesse est en effet en France tandis que l'impératrice douairière est à Londres. Elles se donnent rendez-vous à Calais, où attend le train privé de l'impératrice douairière pour les emmener en Russie, les deux femmes étant certaines que l'empereur allemand Guillaume II les laisserait passer. En arrivant à Berlin, elles découvrent que les voies de chemins de fer vers la Russie sont fermées. Apprenant que les Ioussoupov sont également à Berlin, l'impératrice douairière leur ordonne de monter dans le train. Une controverse s'ensuit à Berlin jusqu'à ce que finalement le train soit autorisé à se rendre au Danemark, puis en Finlande.
De retour en Russie, Xenia se lance dans le travail de guerre, fournissant son propre train-hôpital et ouvrant un grand hôpital pour les blessés. Elle préside également l'Institut Xenia, qui fournit des prothèses aux mutilés. En 1915, apprenant que Nicolas II a l'intention de prendre le commandement des forces armées, elle accompagne sa mère à Tsarskoïe Selo pour tenter de l'en dissuader. L'impératrice douairière consigne son manque de confiance dans son journal, et cela se confirme. Xenia revient découragée au palais Elaguine.
En février 1916, Xenia se rend à Kiev après une maladie pour voir sa mère et sa sœur Olga. Sa sœur obtient enfin la dissolution de son premier mariage par le tsar et se marie en novembre 1916 avec Nikolaï Koulikovsky en présence de l'impératrice douairière à Kiev. Xenia est absente. Le 28 octobre 1916, de plus en plus déprimée par la situation difficile de la Russie, Xenia écrit à sa mère, spéculant sur ce que son père aurait fait. Xenia, sa mère et sa sœur Olga exhortent le grand-duc Nicolas Mikhaïlovitch à écrire au tsar pour l'avertir de l'influence de la tsarine sur les affaires gouvernementales. Nicolas II n'ouvre même pas l'enveloppe. La tsarine la lit et accuse le grand-duc de « ramper derrière sa mère et ses sœurs ».
Conscientes du danger, Xenia et sa famille déménagent à Ai-Todor en Crimée. De là, Xenia entend parler du meurtre de Raspoutine et est embarrassée par l'épisode, son gendre faisant partie des meurtriers. Elle écrit à sa mère à Kiev : « Peu dormi. Il y a des rumeurs selon lesquelles Raspoutine a été assassiné ! ». Au début de 1917, Xenia espère que sa mère parvienne à faire prendre conscience à son frère de l'effondrement de la situation en Russie. Elle lui écrit avec désespoir, espérant qu'elle le persuaderait. Sa mère sent qu'elle ne peut rien faire et n'a pas l'intention de retourner à Saint-Pétersbourg.
Le 19 février 1917, Xenia est de retour dans son palais de Saint-Pétersbourg. Le 25 février, elle écrit dans son journal : « Il y a des troubles dans la ville, il y a même eu des tirs dans la foule, dit-on, mais tout est calme sur la perspective Nevski. Ils demandent du pain et les usines sont en grève ». Le 1er mars 1917, elle écrit que des rumeurs circulent selon lesquelles le train du tsar a été arrêté et qu'il a été contraint d'abdiquer. L'impératrice douairière lui écrit à propos de sa rencontre avec Nicolas II à Mogilev : « Je n'arrive toujours pas à croire que ce terrible cauchemar soit réel ! ». Xenia essaie de voir son frère mais le gouvernement provisoire russe lui refuse l'autorisation. Ne voyant aucun avenir à Saint-Pétersbourg, Xenia part pour Aï-Todor le 6 avril, jour de son quarante-deuxième anniversaire.

Xenia arrive à Aï-Todor, où elle rejoint sa mère, son mari, ses enfants et sa sœur le 28 mars 1917. Fin novembre, Xenia écrit à son frère Nicolas à Tobolsk en Sibérie :
« Mon cœur saigne à la pensée de ce que vous avez vécu et de ce que vous vivez encore ! À chaque étape ce sont des horreurs et des humiliations imméritées. Mais n'ayez crainte, le Seigneur voit tout. Tant que vous êtes en bonne santé. Parfois, tout cela ressemble à un terrible cauchemar, que je vais me réveiller et que tout va disparaître ! Pauvre Russie ! Que va-t-il lui arriver ? »
En 1918, Xenia apprend que son frère Nicolas II, sa femme et leurs enfants ont été assassinés par les bolcheviks. Son autre frère, Michel, a été assassiné un mois plus tôt près de Perm.
Alors que l'Armée rouge se rapproche de la Crimée, Xenia et sa famille s'enfuient de Russie le 11 avril 1919 avec l'aide de sa tante Alexandra de Danemark, reine du Royaume-Uni. Le roi George V du Royaume-Uni envoie le cuirassé HMS Marlborough qui les emmène, ainsi que seize autres Romanov, de Crimée à travers la mer Noire jusqu'à Malte, puis en Angleterre. Xenia reste en Grande-Bretagne, tandis que l'impératrice douairière, après un séjour en Angleterre, est rejointe par Olga à la villa Hvidøre au Danemark. .

### Exil

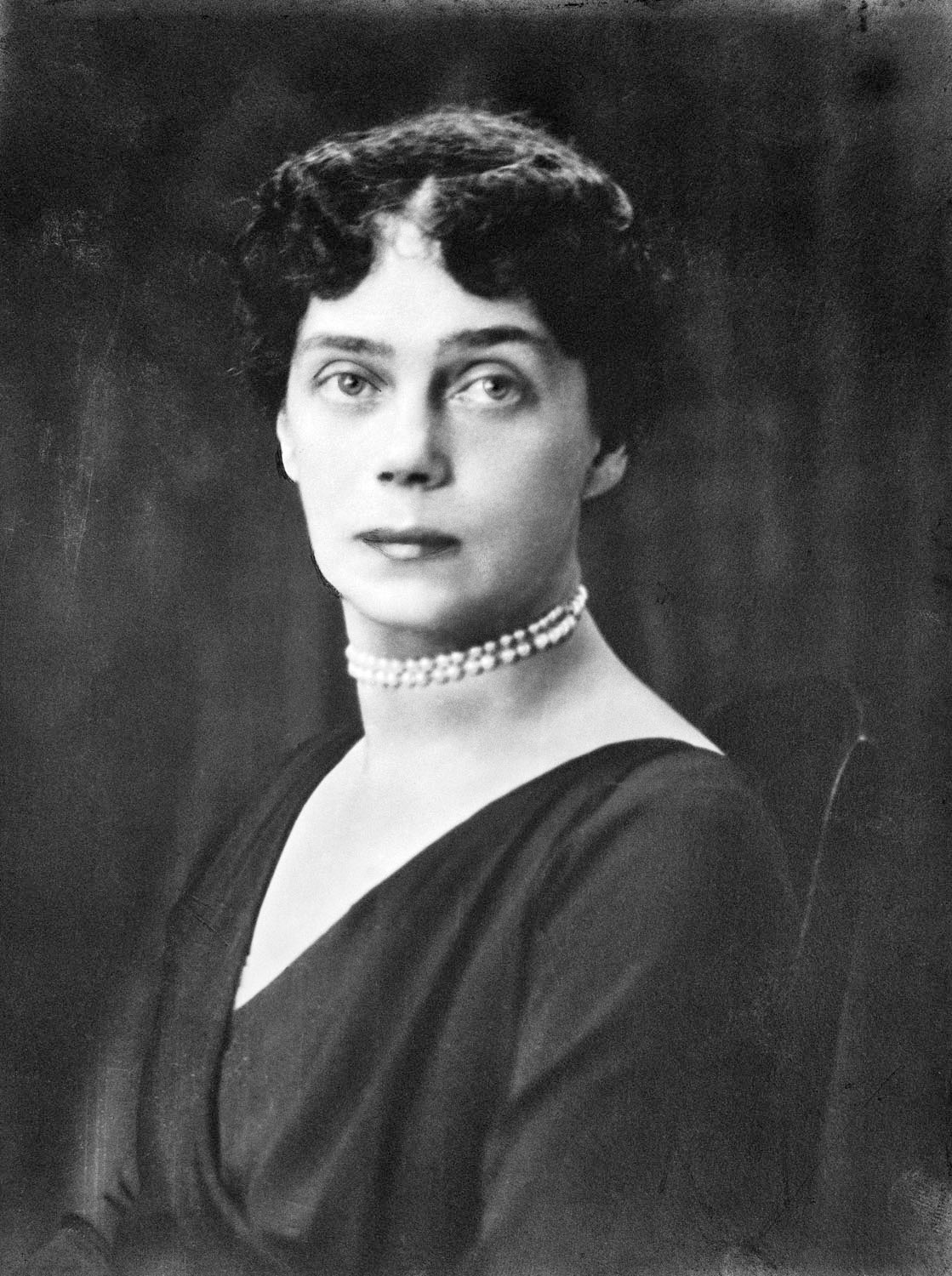
Xenia Alexandrovna vers 1925.

Le 17 mai 1920, Xenia reçoit la succession des biens de son frère Nicolas en Angleterre, d'une valeur de cinq cents livres. En 1925, la situation financière de Xenia devient désespérée. Son cousin le roi George V lui permet de s'installer à Frogmore Cottage dans le Home Park du château de Windsor, ce pour quoi elle lui est reconnaissante. Son mari vit à cette époque à Paris. En juillet 1928, dix ans après la mort de Nicolas et d'Alexandra, la famille est légalement présumée morte. Xenia et sa famille espèrent prendre possession du domaine de Langinkoski en Finlande, mais cela n'aboutit à rien.
Xenia rend visite à sa mère au Danemark aussi souvent qu'elle le peut. En 1928, sa mère tombe gravement malade et meurt le 13 octobre. Après la mort de sa mère, la vente du domaine de Hvidøre et de ses bijoux lui rapporte quelques revenus. Elle doit alors faire face aux revendications frauduleuses sur l'héritage d'Anna Anderson, qui prétend être sa nièce, la grande-duchesse assassinée Anastasia Nikolaïevna de Russie. Xenia reçoit en effet une lettre de Gleb Botkin, fils du médecin de son défunt frère, affirmant qu'elle essaie de voler l'héritage de la soi-disant Anastasia. Son mari lui affirme dans une lettre son mépris pour la « méchanceté » de Botkin et sa sœur Olga fait alors remarquer que s'il restait de l'argent des Romanov, l'impératrice douairière n'aurait pas reçu de pension du roi britannique.
Le 26 février 1933, son mari décède. Xenia et ses enfants assistent à ses funérailles le 1er mars à Roquebrune-Cap-Martin. En mars 1937, Xenia déménagent à Wilderness House dans le parc du château de Hampton Court. Elle y vit jusqu'à sa mort le 20 avril 1960. Malgré les circonstances réduites de la fin de sa vie, Xenia laisse un petit héritage à ses proches. Elle est inhumée à Roquebrune-Cap-Martin, auprès de son époux.

## Distinction
- 17 avril 1875 : dame grand-croix de l'ordre de Sainte-Catherine